# Nothofidonia saphomeris
Nothofidonia saphomeris là một loài bướm đêm trong họ Geometridae.